# Anthurium ensifolium
Anthurium ensifolium är en kallaväxtart som beskrevs av Josef Bogner och Eduardo G. Gonçalves. Anthurium ensifolium ingår i släktet Anthurium och familjen kallaväxter. Inga underarter finns listade.